# 石狩沼田幌新事件
石狩沼田幌新事件（いしかりぬまたほろしんじけん）は、大正12年（1923年）8月21日の深夜から8月24日にかけて、北海道雨竜郡沼田町の幌新地区で発生した、記録されたものとしては日本史上2番目に大きな被害を出した熊害事件。
ヒグマが開拓民の一家や駆除に出向いた猟師を襲い、4名が死亡、4名の重傷者を出した。

## 事件の経緯
事件の現場となった石狩沼田の幌新地区は、留萌本線の旧恵比島駅（2023年に留萌本線の部分廃止に伴い廃駅）から北東へ4 - 8 kmほど離れた場所である。地名の「ほろしん」は、地区内を流れる雨竜川の支流・幌新太刀別川（ほろにたちべつがわ、アイヌ語で「湿地を流れる大きな川」を意味するポロ・ニタッ・ペツに由来）の前半部をとったものである。

### 8月21日
大正12年（1923年）8月21日、沼田町内の恵比島地区で、太子講の祭が開催された。日ごろ娯楽も少ない開拓地ゆえ、余興で上演される浪花節や人情芝居を目当てに、近隣の村落から多くの人々が詰めかけた。

#### 最初の襲撃
村民を熱狂させた祭も午後11時半ごろにはお開きとなり、幌新地区の支線の沢や本通筋から祭りに参加していた一団も、夜の山道を家路へと急いでいた。

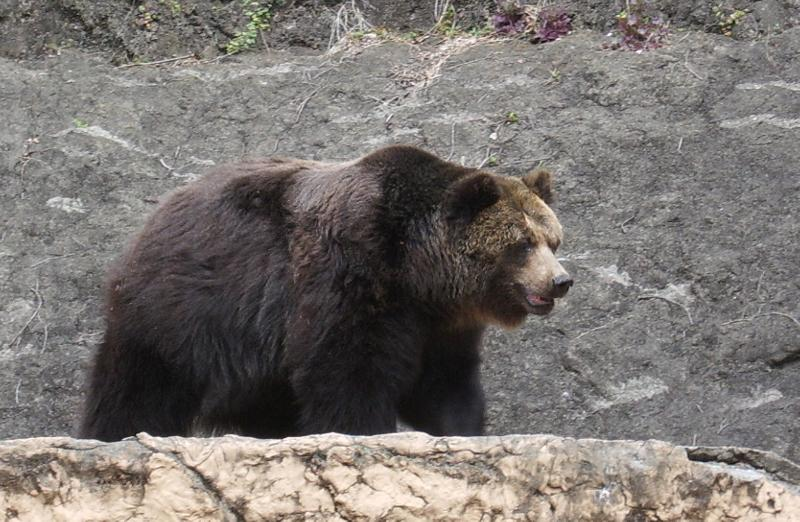
被害者を襲ったものと同種のエゾヒグマ

一行が幌新本通りの沢に差し掛かったところ、小用のため50 mほど遅れて歩いていた林謙三郎（19） が、突然現れた巨大なヒグマに背後から襲われた 。
しかし、まだ若い彼は死力を尽くして暴れ、帯や着物を裂かれながらも何とか脱出に成功する。そして恐怖に怯むこともなく、前方を歩く一団に急を知らせた。
一方、先回りしたヒグマは一団の先頭部を歩いていた村田幸次郎（13）を一撃のもとに撲殺した。当時、まさに襲撃された一団の中に居合わせた幸次郎の兄・与四郎（15）の音声証言によると、弟の幸次郎を殺害したあとヒグマはすぐ今度は母 村田ウメ（55）に背後から襲いかかった。そこで与四郎がマッチを擦って火を点けたところ、（闇の中に）クマの顔が見えた。その瞬間にガッと私に襲い掛かってきた、との事である。これにより与四郎は内臓に到達するほど重度の裂傷を負った。そして、クマは幸次郎の遺体を腹部から食い始めた。

#### 暗闇の念仏
恐怖とパニックに陥った一団は、そこから300 mほど離れた木造平屋建ての農家・持地乙松 宅に逃げ込み、屋根裏や押入れの中に身を隠し、囲炉裏にガンピ（シラカバの皮）を大量にくべて火を強めるなどしてヒグマに立ち向かう手はずを整える 。
やがて30分ほど経過したころ、件のヒグマが幸次郎の内臓を食いつつ持地宅に現れ、ガラス窓から中をうかがい始めた。家人は座布団やざるなどを投げつけて追い払おうとしたところ、ヒグマは玄関に回り込もうとする。
村田兄弟の父親・村田三太郎（58）は入れるまいとして必死になって内側から戸を押さえていたが、ヒグマは三太郎ごと戸を押し倒し、屋内に侵入してきた 。三太郎はとっさにスコップを構えて立ち向かったものの叩き伏せられ、重傷を負った。
ヒグマは囲炉裏で盛んに燃え上がる火を恐れることもなく踏み消し、部屋の隅で恐怖に震えていた母親・村田ウメ（55）をくわえ上げると、そのまま家を出ていこうとする。三太郎は自らの深手も忘れ、半狂乱になってヒグマをスコップで打ち据えるが、意に介すこともなく向かいの山中へとウメを引きずっていく 。
ウメが助けを求める「怖い」「痛い」という叫び声が2、3度響いたあと、かすかな念仏が何度も続けて聞こえてきたが、それも次第に遠ざかり、夜風に吹き消されてしまった。与四郎の音声証言によると、（やがてクマが母を）食いだした。ガリ、ガリ、という音が聞こえた。（母の）声が聞こえなくなった。（自分は）出ない声を振り絞って（母親に向かって叫ぼうとするが、）口から吸った息が（裂けた）横の腹から出る。グウグウと（鳴るだけで）苦しい一方、という状況であった。

与四郎の傷は深く、地元の医師に助からないと判断されたが、札幌の病院に運ばれ、奇跡的に一命を取り留めた。

### 8月22日
妻子を奪われた三太郎はじめ、避難民らは心身ともに苦痛に苛まれ、焦燥に駆られるばかりだった。しかし銃の備えもない農家ゆえ、屋内に閉じこもってわが身を守る以外に打つ手はない。
むなしい思いの中で22日の夜が明けたところで、事情を知らない村民が持地宅のそばを偶然通りかかった。屋内の一団は大声で助けを求め、すでにヒグマが去ったことを聞きつけたうえで戸外へと出た。
近隣の藪の中で下半身をすべて食われたウメの遺体が見つかった。

### 8月23日

#### 山中に消えた狩人
22日のうちに、惨劇は沼田町全域に知れ渡った。
翌23日には、熊撃ち名人として名高い砂澤友太郎をはじめ雨竜村（現在の雨竜町）の伏古集落在住の3人のアイヌの狩人が応援に駆けつけた。
そのうちの1人・長江政太郎（56）は凶悪なヒグマの話を聞きつけて憤慨し、「そのような悪い熊は、ぜひとも自分が仕留めなければならない」と、周囲が止めるのも聞かず単身でヒグマ退治に赴いたものの、山中で数発の銃声を響かせたきり行方知れずとなった。

### 8月24日

#### ヒグマの最期
24日、在郷軍人、消防団、青年団など総勢300人あまりの応援部隊が幌新地区に到着した。さらに、幌新、恵比島の集落民のうち60歳未満の男子が残らず出動し、村始まって以来のヒグマ討伐隊が結成された 。
ところが、一行が山中に分け入ってまもなく加害ヒグマが現れ、討伐隊の最後尾にいた上野由松（57）が一撃で撲殺された。ヒグマは折笠徳治 にも重傷を負わせ、咆哮を上げつつ別の討伐隊メンバーに襲いかかろうとした。が、現役除隊まもない軍人がとっさに放った銃弾が命中。さらに鉄砲隊が一斉射撃を浴びせたことにより、凶悪なヒグマもついに倒された。
この現場のすぐそばで、23日に行方不明になっていた長江政太郎が、折られた銃と共に、頭部以外をすべて食い尽くされた状態の遺体として発見された 。
ヒグマが討ち取られた時点で村田幸次郎、村田ウメ、長江政太郎、上野由松 の計4名が死亡し、林謙三郎、村田三太郎、村田与四郎、折笠徳治 の4名が重傷を負っていた。
加害クマは、体長2 m、体重200 kgの雄の成獣だった。解剖の結果、胃からは大きなざる一杯分にも及ぶ人骨と、未消化の人の指が発見された 。

### その後
このヒグマの毛皮は沼田町立幌新小学校に保存されていたが、1967年（昭和42年）に幌新小学校が廃校になったあとは幌新会館に移され、現在では沼田町郷土資料館に展示されている。また、重傷を負った林謙三郎は、その後一度も山に入らなかったという。
なお、事件の舞台である幌新太刀別川上流部では、その後浅野炭鉱と昭和炭鉱が次々と開発された。留萌港で貨物輸送を行っていた私鉄の留萌鉄道が、恵比島駅を起点とする「炭礦線」を開通させ、それに伴って山中に2千人以上の人口を有する小都市が生まれ、大いに栄えた。しかし1960年代末の炭鉱閉山とともにゴーストタウンと化し、現在では沼田ダム貯水池の底に沈んでいる。

## 補足
21世紀の現在、沼田町は、北海道でも有数の米どころだが、明治の開拓以前は面積の8割を原生林に覆われ、まさにヒグマの天地だった。この環境の中で開拓民とヒグマの接触事故は頻々と発生し、「開拓小屋にクマが侵入し、収穫したてのトウキビ（トウモロコシ）を食われた」「収穫間近のトウキビを一晩で一反（10アール）分食われた」などの逸話には事欠かない。
「石狩沼田幌新事件」以外の人身事故、家畜殺傷事件も相次ぎ、大正2年（1913年）には奔々地区（現在の更新3地区）で通学途中の小学生が体重200kgのヒグマに襲われ、内臓をすべて食い尽くされた。同じ頃、安達地区（現在の共成3地区）では農作業中の若い女性が襲われて瀕死の重傷を負った。
さらに昭和30年代に至っても、共成、東予、更新、真布、さらに幌新など町内各所にヒグマが出没し、農作物や家畜に被害を与えている。

## 事件の原因
夏祭り帰りの一行が最初にヒグマに襲われた地点には、斃死した馬の死体が埋められていた。加害ヒグマは数日前よりこの死体を食べており、偶然現れた一行を「大事な餌を奪う敵」と見なし、排除に及んだのが事件の発端だと思われる。